# Parti socialiste ouvrier espagnol de La Rioja
Le Parti socialiste ouvrier espagnol de La Rioja (en espagnol : Partido Socialista Obrero Español de La Rioja, PSOE-LR) est la fédération territoriale du Parti socialiste ouvrier espagnol (PSOE) dans La Rioja.
Ayant remporté les trois premières élections après l'accession à l'autonomie, il siège trois dans l'opposition, de 1987 à 1990. À partir des élections de 1995, il passe 24 ans éloigné du gouvernement. Il y revient de 2019 à 2023 dans le cadre d'un gouvernement minoritaire de coalition.

## Secrétaires généraux
| Titulaire                   | Mandat                                                         | Fonction |
| --------------------------- | -------------------------------------------------------------- | --- |
| Javier Sáenz de Cosculluela | janvier 1978 - décembre 1981                                   | Porte-parole du groupe socialiste au Congrès des députés (1982-1985) Ministre des Travaux publics et de l'Urbanisme (1985-1991) |
| Ángel Martínez Sanjuán      | décembre 1981 - juillet 2000                                   | |
| Francisco Martínez-Aldama   | 30 juillet 2000 - 25 février 2012 (11 ans, 6 mois et 26 jours) | |
| César Luena                 | 25 février 2012 - 17 juillet 2017 (5 ans, 4 mois et 22 jours)  | Secrétaire à l'Organisation du PSOE (2014-2016)                                                                                 |
| Francisco Ocón              | 17 juillet 2017 – 31 octobre 2021 (4 ans, 3 mois et 14 jours)  | Conseiller à la Gouvernance publique (2019-2020)                                                                                |
| Concha Andreu               | 31 octobre 2021 – 15 février 2025 (3 ans, 3 mois et 15 jours)  | Présidente de La Rioja (2019-2023)                                                                                              |
| Javier García (es)          | depuis le 15 février 2025 (27 jours)                           | Maire d'Arnedo (depuis 2015) |

## Résultats électoraux

### Parlement de La Rioja
| Année | Chef de file              | Voix   | %        | #      | Sièges  | Gouvernement                                       |
| ----- | ------------------------- | ------ | -------- | ------ | ------- | -------------------------------------------------- |
| 1983  | José María de Miguel      | 63 848 | 47,17    | 1er    | 18 / 35 | Miguel                                             |
| 1987  | Alicia Izaguirre          | 57 178 | 39,64 () | 1er () | 14 / 33 | Opposition (1987-1990) ; Pérez Sáenz I (1990-1991) |
| 1991  | José Ignacio Pérez Sáenz  | 60 843 | 42,37 () | 1er () | 16 / 33 | Pérez Sáenz II                                     |
| 1995  | José Ignacio Pérez Sáenz  | 56 335 | 34,09 () | 2e ()  | 12 / 33 | Opposition                                         |
| 1999  | José Ignacio Pérez Sáenz  | 55 126 | 35,28 () | 2e ()  | 13 / 33 | Opposition                                         |
| 2003  | Francisco Martínez-Aldama | 66 410 | 38,18 () | 2e ()  | 14 / 33 | Opposition                                         |
| 2007  | Francisco Martínez-Aldama | 69 858 | 40,41 () | 2e ()  | 14 / 33 | Opposition                                         |
| 2011  | Francisco Martínez-Aldama | 50 169 | 30,33 () | 2e ()  | 11 / 33 | Opposition                                         |
| 2015  | Concha Andreu             | 43 689 | 26,74 () | 2e ()  | 10 / 33 | Opposition                                         |
| 2019  | Concha Andreu             | 63 068 | 38,68 () | 1er () | 15 / 33 | Andreu                                             |
| 2023  | Concha Andreu             | 53 562 | 31,90 () | 2e ()  | 12 / 33 | Opposition                                         |

### Cortes Generales
| Année   | Chef de file                 | Congrès des députés | Congrès des députés | Congrès des députés | Congrès des députés | Sénat | Gouvernement                                  |
| Année   | Chef de file                 | Voix                | %                   | #                   | Sièges              | Sénat | Gouvernement                                  |
| ------- | ---------------------------- | ------------------- | ------------------- | ------------------- | ------------------- | ----- | --------------------------------------------- |
| 1977    | Felipe González              | 36 186              | 26,35               | 2e                  | 1 / 4               | 0 / 4 | Opposition                                    |
| 1979    | Felipe González              | 39 245              | 29,27 ()            | 2e ()               | 1 / 4               | 1 / 4 | Opposition                                    |
| 1982    | Felipe González              | 67 781              | 43,76 ()            | 1er ()              | 2 / 4               | 3 / 4 | González I                                    |
| 1986    | Felipe González              | 65 151              | 44,33 ()            | 1er ()              | 2 / 4               | 3 / 4 | González II                                   |
| 1989    | Felipe González              | 58,678              | 40,18 ()            | 2e ()               | 2 / 4               | 1 / 4 | González III                                  |
| 1993    | Felipe González              | 64 037              | 38,08 ()            | 2e ()               | 2 / 4               | 1 / 4 | González IV                                   |
| 1996    | Felipe González              | 65 311              | 37,19 ()            | 2e ()               | 2 / 4               | 1 / 4 | Opposition                                    |
| 2000    | Joaquín Almunia              | 59 171              | 35,55 ()            | 2e ()               | 1 / 4               | 1 / 4 | Opposition                                    |
| 2004    | José Luis Rodríguez Zapatero | 81 390              | 44,90 ()            | 2e ()               | 2 / 4               | 1 / 4 | Zapatero I                                    |
| 2008    | José Luis Rodríguez Zapatero | 82 032              | 44,11 ()            | 2e ()               | 2 / 4               | 1 / 4 | Zapatero II                                   |
| 2011    | Alfredo Pérez Rubalcaba      | 54 066              | 31,60 ()            | 2e ()               | 1 / 4               | 1 / 4 | Opposition                                    |
| 2015    | Pedro Sánchez                | 41 973              | 23,89 ()            | 2e ()               | 1 / 4               | 1 / 4 | Opposition                                    |
| 2016    | Pedro Sánchez                | 42 010              | 24,46 ()            | 2e ()               | 1 / 4               | 1 / 4 | Opposition (2016-2018), Sánchez I (2018-2019) |
| 04/2019 | Pedro Sánchez                | 57 307              | 31,95 ()            | 1er ()              | 2 / 4               | 3 / 4 | Sánchez I                                     |
| 11/2019 | Pedro Sánchez                | 57 485              | 35,23 ()            | 1er ()              | 2 / 4               | 2 / 4 | Sánchez II                                    |
| 2023    | Pedro Sánchez                | 62 322              | 35,68 ()            | 2e ()               | 2 / 4               | 1 / 4 | Sánchez III                                   |